# Vega de Villalobos (kommunhuvudort)
Vega de Villalobos är en kommunhuvudort i Spanien.   Den ligger i provinsen Provincia de Zamora och regionen Kastilien och Leon, i den nordvästra delen av landet, 230 km nordväst om huvudstaden Madrid. Vega de Villalobos ligger 735 meter över havet och antalet invånare är 150.
Terrängen runt Vega de Villalobos är platt. Runt Vega de Villalobos är det glesbefolkat, med 10 invånare per kvadratkilometer. Närmaste större samhälle är Benavente, 18,1 km väster om Vega de Villalobos. Trakten runt Vega de Villalobos består till största delen av jordbruksmark.